# Ингвинални канал
Ингвинални канал је пролаз у предњем абдоминалном зиду на свакој страни тела (по један на свакој страни средишње линије), који код мушкараца преноси сперматичне каналe, а код жена округли лигамент материце. Ингвинални канали су већи и истакнутији код мушкараца.

## Структура
Ингвинални канали се налазе непосредно изнад медијалне половине ингвиналног лигамента. Канали су приближно дугачки 4 до 6 cm, усмерени антероинфериорно и медијално. Код мушкараца, њихов пречник је нормално 2 cm (±1 cm у стандардном одступању) на дубоком ингвиналном прстену.
Приближна апроксимација првог реда је да се сваки канал визуализује као цилиндар.

### Зидови
Да би се помогло дефинисање граница, ови канали се често даље апроксимирају као кутије са шест страна. Не укључујући два прстена, преостале четири стране се обично називају "предњи зид", "доњи зид ("под")", "горњи зид ("кров")", и "задњи зид". Они се састоје од следећег:
| | горњи зид (кров): Медијални крус апоневрозе спољашњег косог Мускулоапоневротски лукови унутрашњег косог и попречног абдоминалног Трансверзална фасција conjoint tendon | |
| предњи зид: апоневроза спољашњег косог месни део унутрашњег косог (само латерална трећина канала) површински ингвинални прстен (само медијална трећина канала) | (ингвинални канал) | задњи зид: трансверзална фасција conjoint tendon (Inguinal falx, рефлектовани део ингвиналног лигамента, само медијална трећина канала) дубоки ингвинални прстен (само латерална трећина канала) |
| | доњи зид (под): ингвинални лигамент лакунарни лигамент (само медијална трећина канала) илиопубични тракт (само латерална трећина канала)                               | |

### Дубоки ингвинални прстен
Дубоки ингвинални прстен (унутрашњи или дубоки абдоминални прстен, абдоминални ингвинални прстен, унутрашњи ингвинални прстен, annulus abdominalis) је улаз у ингвинални канал.

#### Локација
Површинска ознака дубоког ингвиналног прстена се класично описује као пола инча изнад средишње тачке ингвиналног лигамента.
Међутим, површинска анатомија те тачке је спорна. У недавној студији, откривено је да се налази у региону између средње ингвиналне тачке (која се налази на средини између предње горње илијачне кичме и пубичне симфизе) и средишње тачке ингвиналног лигамента (тј. на средини између предње горње илијачне кичме и пубичног туберкула). Традиционално, било која од ове две локације се тврдила као њена локација. Међутим, ова тврдња се заснива на дисекцији 52 лешева у студији, и можда не одражава живу in vivo анатомију.
Неки извори наводе да се налази на слоју трансверзалне фасције.

#### Опис
Дубоки ингвинални прстен је отвор у трансверзалној фасцији. Овалног је облика, са дугом осом овала која је вертикална; варира у величини код различитих субјеката, и много је већи код мушкараца него код жена. Ограничен је, горе и латерално, лучним доњим ободом трансверзалне фасције; доле и медијално, инфериорним епигастричним судовима. Преноси сперматични канал код мушкараца и округли лигамент материце код жена.
Од његовог обима, тонка мембрана у облику левка, инфундибулиформна фасција, се наставља око канала и тестиса, затварајући их у посебну облогу.

### Површински ингвинални прстен
Powierzchински ингвинални прстен (поткожни ингвинални прстен или спољашњи ингвинални прстен) је анатомска структура у предњем зиду абдомена сисара. То је троугласти отвор који формира излаз ингвиналног канала, који садржи илиоингвинални нерв, генитални огранак генитофеморалног нерва, и сперматични канал (код мушкараца) или округли лигамент материце (код жена). На другом крају канала, дубоки ингвинални прстен формира улаз.
Налази се унутар апоневрозе спољашњег косог, непосредно изнад пубичног гребена, 1 центиметар изнад и суперолатерално од пубичног туберкула. 
Има следеће границе—медијални крус пубичним гребеном, латерални крус пубичним туберкулом и инфериорно ингвиналним лигаментом.

### Развој

#### Код мушкараца
Током развоја, сваки тестис се спушта од почетне тачке на задњем абдоминалном зиду (пара-аортно) од лабиоскроталних набубрености близу бубрега, низ абдомен, и кроз ингвиналне каналe да достигне скротум. На овај начин, сваки тестис се спушта кроз абдоминални зид у скротум Шаблон:Потребно појашњење processus vaginalis (који се касније облитерише).

## Клинички значај
Абдоминални садржај (потенцијално укључујући црева) може бити абнормално померен из абдоминалне шупљине. Када овај садржај излази кроз ингвинални канал, прошавши кроз дубоки ингвинални прстен, стање је познато као индиректна или коса ингвинална кила. Ово такође може изазвати неплодност. Ово стање је много чешће код мушкараца него код жена, због мале величине ингвиналног канала код жена.
Кила која излази из абдоминалне шупљине директно кроз дубоке слојеве абдоминалног зида, заобилазећи тако ингвинални канал, позната је као директна ингвинална кила.
Код мушкараца са јаким презентовањем кремастеричног рефлекса, тестиси могу—током супинске сексуалне активности или мануелне манипулације—делимично или потпуно да се повуку у ингвинални канал на кратак период времена. Код малолетника и одраслих са ингвиналном повредом, повлачење може бити продужено и потенцијално довести до неплодности везане за прегревање.
Површински прстен је палпабилан под нормалним условима. Постаје проширен у стању званом атлетска пубалгија. Абдоминални садржај може да избочи кроз прстен у ингвиналној кили.
Тако лимфно ширење од тестикуларног тумора је прво до пара-аортних чворова, а не до ингвиналних чворова.

## Додатне слике
- Сперматични канал у ингвиналном каналу
- Ингвиналне фосе
- Абдоминални ингвинални прстен
- Односи феморалног и абдоминалног ингвиналног прстена, виђени изнутра абдомена. Десна страна.
- Дијаграм индиректне, скроталне ингвиналне киле (медијални поглед са лева)
- Површински ингвинални прстен
- Предњи абдоминални зид. Средња дисекција. Предњи поглед.